# Enrique Vera (lekkoatleta)
Enrique Vera Ibáñez (występuje również pisownia Ybáñez, ur. 31 maja 1954) – meksykański, a następnie szwedzki chodziarz, zdobywca srebrnego medalu na mistrzostwach świata w lekkoatletyce w 1976.
Na mistrzostwach świata w lekkoatletyce w 1976 w Malmö, które były rozgrywane wyłącznie w konkurencji chodu na 50 kilometrów, zdobył srebrny medal za Wieniaminem Sołdatienko ze Związku Radzieckiego, a przed Reimą Salonenem z Finlandii.
Zajął 2. miejsce na tym dystansie w Pucharze Świata w chodzie w 1979 w Eschborn. Na mistrzostwach świata w lekkoatletyce w 1983 w Helsinkach zajął 16. miejsce w chodzie na 20 kilometrów.
W późniejszych latach reprezentował Szwecję. Wystąpił w jej barwach na mistrzostwach świata w lekkoatletyce w 1991 w Tokio w chodzie na 50 kilometrów, ale został zdyskwalifikowany.
Jego syn Ato Ibáñez jest również chodziarzem, reprezentantem Szwecji na mistrzostwach świata i Europy.
Rekordy życiowe Enrique Very:
| Konkurencja           | Data i miejsce             | Wynik     |
| --------------------- | -------------------------- | --------- |
| chód na 20 kilometrów | 7 sierpnia 1983, Helsinki  | 1:25:27   |
| chód na 50 000 metrów | 16 maja 1977, Bergen       | 3:56:38,2 |
| chód na 50 kilometrów | 30 września 1979, Eschborn | 3:43:59   |